# Sárkányrepülő

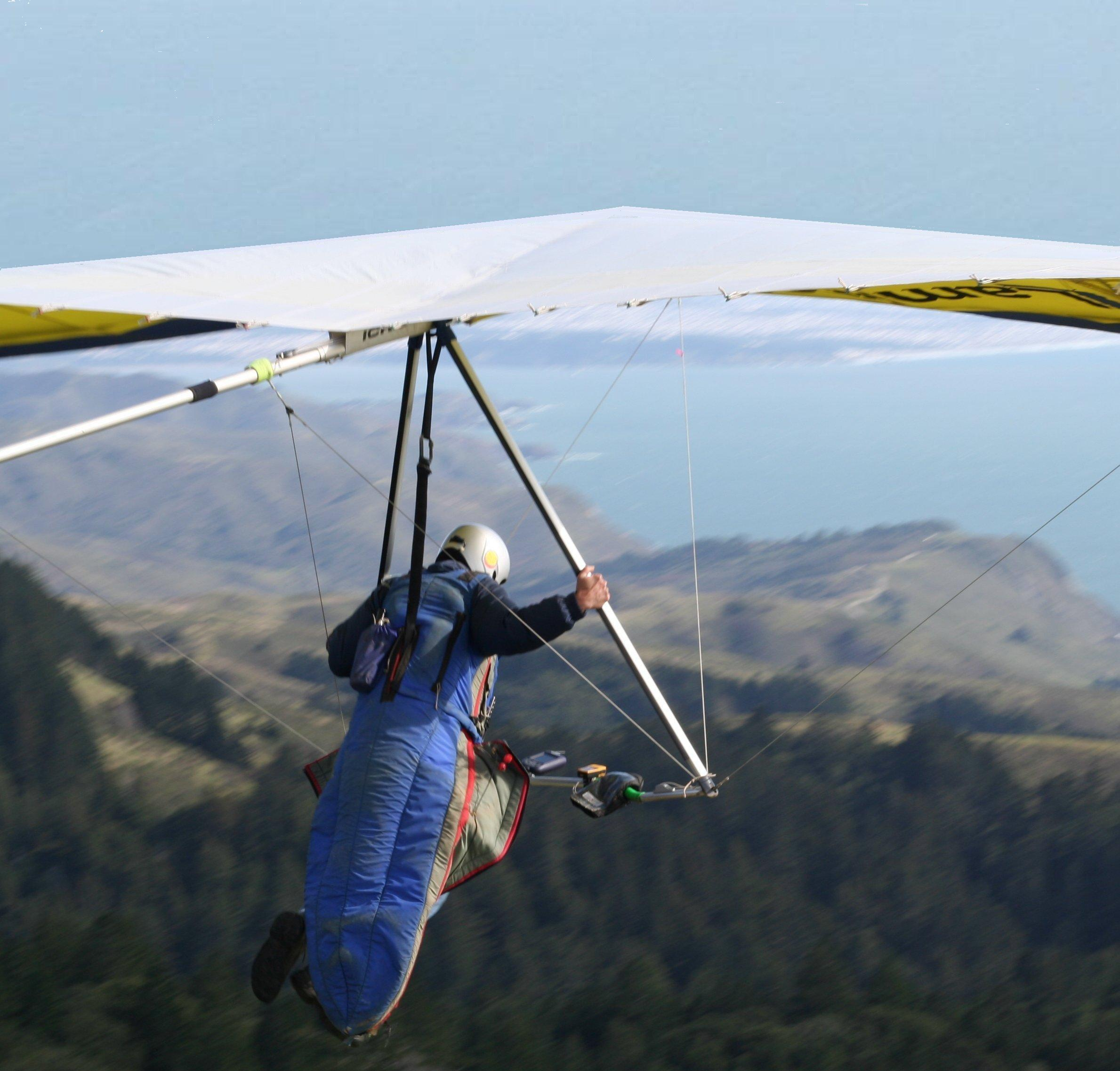
Sárkányrepülő felszállása a Tamalpais-hegyről

A sárkányrepülő a siklórepülő légi járművek egy típusa.
Két fajtája van: vitorlázó sárkányrepülő (gyalogsárkány), és motoros sárkányrepülő.
Az eszköz története az ókorig nyúlik vissza, de az első igazi példányt az ötvenes évek közepén tervezte meg Francis Rogallo, a NASA mérnöke, miután az űrhivatal ezzel szerette volna a földre juttatni a leszálló űrkabinokat.
Lynn White amerikai technikatörténeti kutató két olyan beszámolót fedezett fel, amelyek szerint 875-ben a mór vegyész és feltaláló Abbász Ibn Firnasz az akkor arab uralom alatt lévő ibériai Córdoba mellett sárkányrepülővel repült. Az eseményt angol keresztes lovagok mesélték el a Malmesburyben élő Eilmer szerzetesnek, aki matematikával és asztrológiával foglalkozott. Egy másik malmesburyi szerzetes, William, évekkel később leírta, hogy Eilmer valamikor 1000 és 1010 között a malmesburyi apátság templomának tetejéről próbálkozott a repüléssel, és kb. 200 m távolságot sikerült is repülnie, de végül lezuhant, és eltörte mindkét lábát.

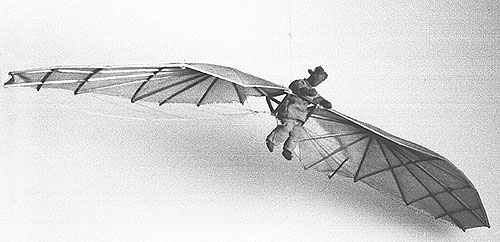
Jan Wnęk lengyel sárkányrepülő-modellje, amely ma a Krakkói Néprajzi Múzeumban van kiállítva. Jan Wnęk több nyilvános bemutatót tartott 1866–1869 között, amikor az odporyszowi templomtoronyról szállt le

Magyarországon elsőként a Műszaki Egyetemen kezdtek foglalkozni sárkányrepüléssel, 1973-ban. 1979-ben már sikerült önálló sportágként elismertetni. 1986-ban Gyöngyösön Európa-bajnokságot rendeztek. 1996-ban már Dunaújvároson rendezték meg az első síkvidéki Európa-bajnokságot. 2000 decemberében Bertók Attila világrekordot ért el, igaz, akkor már évek óta Ausztráliában edzett.
Bertók Attila 2007-ben világbajnok lett.
Az ezredforduló után némileg csökkent a sárkányrepülős sport elterjedtsége Magyarországon. A sárkányrepülősök között Gurigaként ismert személy – némi iróniával – egyenesen a sárkányrepülők kihalásáról beszél. „Hazánk lassan teljesen lemarad a fejlődésben, mert a technikai fölénnyel, ami minden technikai sportban anyagi fölényt is jelent, nehéz lépést tartani. Amíg 1997-ben a Cumulus csapata bemutatta a hármas kötelékvontatást egyetlen vontatógéppel, ami a mai napig kuriózum a világ bármelyik fejlett sárkányozó országában, addig mára csak maroknyi elszánt hős marad meg a sárkányos sportban, akinek a magyar viszonyok között nemhogy légtér, már felszállóhely sem jut. És bemutatóinkra nem hogy igény nincs, még engedély sem.”